# La Torre (Alpuente)
La Torre es una localidad española del municipio de Alpuente, perteneciente a la provincia de Valencia, en la Comunidad Valenciana. Está ubicado en el paraje conocido como sabinar de Alpuente.

## Situación
Se trata de la más septentrional de las aldeas de Alpuente (Provincia de Valencia|Valencia), dentro del paraje conocido como “Sabinar de Alpuente”, declarado Lugar de Interés Comunitario LIC, y Zona Especial de Conservación  ZEC, por la Generalitat Valenciana.
Se encuentra ubicada en el interior de un bosque de sabinas, a 1205 m de altitud, sobre la ladera sur del Cerro de la Ceja (Alto del Viso 1507 m, Sancho 1522 m, Ceja 1442 m), frontera natural entre la Comunidad Valenciana y Aragón, en la estribación sur-occidental de la sierra de Javalambre. Desde este enclave, elevado sobre la hoya norte de Alpuente, son fácilmente reconocibles las alturas más significativas de la localidad (Erilla 1510 m, Poyo 1469 m, Cerro Negro 1404 m). 

## Clima
La Torre posee el mismo clima de interior que se observa en la Meseta Norte y en la mayor parte del Sistema Ibérico: sub-mediterráneo continental tipo Dsb (clasificación Trewartha modificada). Se define como un clima templado donde la precipitación acumulada en el mes más seco es inferior a los 20 mm, y la temperatura media del mes más cálido no supera los 22 °C. La precipitación anual se sitúa alrededor de los 500 mm, mayoritariamente se da en primavera y en otoño. En las horas centrales del mes más cálido pueden sobrepasarse los 30 °C, mientras que en los más fríos, el mercurio cae puntualmente por debajo de -10 °C. Las heladas son frecuentes desde mediados de noviembre hasta principios de marzo y, aunque la media anual del número de nevadas no alcanza los dos dígitos, ocasionalmente se producen acumulaciones significativas.

## Flora
El sabinar de Alpuente se asienta sobre sustratos calcáreos en el nivel supramediterráneo inferior ibérico. Dominado por Juniperus thurifera, se acompaña de Pinus nigra subsp. salzmannii, Pinus sylvestris, Quercus rotundifolia, Juniperus communis subsp. hemisphaerica y Juniperus oxycedrus, entre otros.

## Fauna
Caracterizada por una gran variedad de especies, destaca entre las aves la presencia del águila real, águila calzada, buitre leonado, busardo ratonero, lechuza común o pico picapinos. Corzos, garduñas, jabalíes, liebres ibéricas, tejones y zorros, se encuentran entre los mamíferos más comunes. Abundan, además, algunos reptiles característicos como el lagarto ocelado o la culebra de escalera.

## Historia
La aldea se  distribuyó  entre dos pequeños asentamientos: La Torre de Arriba y La Torre de Abajo. Del segundo apenas quedan hoy unas ruinas. Las guerras carlistas asolaron gran parte del término de Alpuente en 1840 y 1875. De La Torre se sabe que, al menos durante la primera guerra, no resultó dañada, según un manuscrito de 1845. Contó con una población permanente dedicada al cereal y al pastoreo y llegó a disponer de un horno propio. De 1890 data el registro de algunas de sus actuales viviendas. En 1938, durante la guerra civil, sirvió de destacamento temporal a las tropas republicanas, al tratarse de un enclave ubicado tras la línea defensiva XYZ, entre los sectores de La Yesa y Arcos de las Salinas. Despoblada progresivamente, quedó deshabitada hacia 1967, aunque conservó el abrevadero y un antiguo lavadero.
En 1980, cuando contaba con apenas un par de viviendas habitadas, se inició un proceso de restauración en algunos de sus edificios para acoger a grupos de jóvenes en campamentos de verano. La llegada del agua potable y la posterior conexión a la red eléctrica aceleraron su recuperación, promoviendo su uso como segunda residencia y favoreciendo la apertura en el año 2000 de un hotel-restaurante rural.

## Actividades
Hoy en día se mantienen, aunque en menor medida, los usos agrícola y ganadero en sus alrededores (pastoreo, cereal y almendra). Sin embargo, son cada vez más frecuentes las actividades asociadas al turismo de interior. Actualmente dispone de servicios de alojamiento y restauración, visitas guiadas por la naturaleza, una atractiva red de senderos de montaña (GR37, PR-CV331, SL y BTT) y en un futuro próximo, la construcción de un nuevo acceso a las pistas de Javalambre, quizá llegue a situarla en la órbita del esquí.